# Bieke Depoorter
Bieke Depoorter (Courtrai,1986) es una fotógrafa documental belga, miembro de la agencia Magnum Photos.

## Biografía
Bieke Depoorter nació en Bélgica (Courtrai) en 1986. Es diplomada en fotografía por la Real Academia de Bellas Artes de Gante (2009)..
Se inició en la fotografía documental con el tema “dormir en algún lugar”. Viaja por países de los que  a menudo desconoce el idioma, se acerca a la gente con un cartel que dice Estoy buscando un lugar para pasar la noche y, una vez admitida en su intimidad, les toma fotos. « Y si falta el idioma, muchas veces nos acercamos más rápidamente. Observamos mejor, nos vemos mejor. Hay muchos silencios y, en el silencio, se conoce mejor a la gente. » . En 2009, viajó a Rusia en el Transiberiano, para el proyecto Ou Menya que le valió el Premio Magnum Expression .
En 2012 publicó su segundo libro, Estoy a punto de terminarlo, después de un viaje a dedo por Estados Unidos donde también se alojó en casas particulares. En 2011-2017 viajó varias veces a El Cairo para el proyecto Cairopolis con Harry Gruyaert, Filip Claus y Zaza Bertrand. Afirma que, desde este reportaje, su enfoque ha cambiado y que ahora considera a las personas que fotografía como actores..
Sus fotografías, íntimas y distanciadas a la vez, demuestran su capacidad para generar confianza con extraños. Lo que sólo es posible gracias a la brevedad del encuentro. Las personas fotografiadas parecen haber olvidado su presencia mientras revelan su intimidad.
Bieke Depoorter se unió al colectivo Tendance Floue en 2011. En 2014 ingresó como asociada en Magnum Photos . Es miembro de pleno derecho desde 2016.
En 2015, creó la foto de portada del álbum Man Mountain de Sioen . Con Mattias De Craene dirigió el cortometraje Dvalemodus durante los meses de invierno en la isla noruega de Sonja, que se estrenó en 2017. El mismo año, también inició un proyecto a largo plazo ( Agata ) con una joven estríper polaca que conoció en un bar parisino 
Bieke Depoorter ha sido miembro activo del proyecto Of Soul and Joy desde 2012, en el que dirige y asesora a estudiantes de fotografía. En 2012, Rubis Mécénat le encargó un reportaje fotográfico, titulado Thokoza, que lleva el nombre de un municipio cercano a Johannesburgo donde el fondo organiza formación en fotografía.
En 2015 co-curó la exposición “ Libre de mi felicidad » con Tjorven Bruyneel en el Festival Internacional de Fotografía de Gante. La exposición presenta las obras de tres fotógrafos sudafricanos : Sibusiso Bheka, Tshepiso Mazibuko y Lindokuhle Sobekwa, de Thokoza y formados en fotografía en el marco del proyecto Of Soul and Joy.
Además de sus proyectos personales, Bieke Depoorter también realiza documentales sociales para Médicos Sin Fronteras y otros.

## Distinciones
- 2009 :
  - Premio Magnum de Expresión por Ou menya [13]
  - Nominación al Premio de la Academia de Fotografía del Museo de Fotografía de La Haya por Ou menya [14]
- 2017 :
  - Premio Levallois por Como sea [15]
  - Premio Henri Nannen [16]
- 2018 : Premio de fotografía Larry Sultan [15]

## Exposiciones
- 2011 : Ou Menya, Kunsthal, Róterdam [6]
- 2013 :
  - Aller Retour, con Stephan Vanfleteren y Carl De Keyzer Budafabriek, Courtrai [2]
  - Cairopolis, con Harry Gruyaert, Filip Claus y Zaza Bertrand, Abadía de Saint-Pierre, Gante [2]
- 2018 :
  - Pink, Museo de Fotografía, Amberes [9]
  - Bieke Depoorter, Museo de Fotografía, La Haya [17]
- 2022 :
  - Un encuentro casual, [[{{{2}}}]]</link> , Berlín

## Publicaciones
- (nl + fr + en) Ou Menya, textes de Paul Desmets, traduits par Michael Lomax, Lannoo, 2012 ISBN 978-9020992137
- I'm about to call it a day, texte de Maarten Dings, Ed. Patrick Frey et Hannibal, 2014, 43 p.ISBN 978-3905929690
- (fr + en)Sète #15, texte de Christian Caujolle, Le Bec en l'air, 2015, 96 p.ISBN 978-2367440798
- As it may be, texte de Ruth Vandewalle, Hannibal Books (Kannibaal/Hannibal Publishers), 2017 60+64 p. ISBN 978-9492677174
- A., 2021, 424 p., auto-édité par Des Palais, ISBN 978-9464334975
- Mumkin. Est-ce possible?. texte de Ruth Vandewalle, Paris, Xavier Barral, 2018 ISBN 978-2-36511-164-5